# Unidos da Zona Norte
AS Unidos da Zona Norte  foi uma escola de samba do carnaval de Porto Alegre, Rio Grande do Sul.

## História
A Academia de Samba Unidos da Zona Norte  foi fundada em 16 de março de 1984. Suas cores eram azul, branco e rosa. Em 2003 a escola ficou em último lugar no grupo de acesso e se afastou dos desfiles.

## Enredos
| Ano  | Colocação   | Grupo           | Enredo                                                                                  | Ref.  |
| ---- | ----------- | --------------- | --------------------------------------------------------------------------------------- | ----- |
| 1990 | Vice-campeã | 1B              | O mar, suas lendas, mistérios e crenças.                                                | [ 1 ] |
| 1991 | 9.º lugar   | 1A              | Lua - As quatro fases da magia.                                                         | [ 1 ] |
| 1992 | 7.º lugar   | 1B              | Dos cantos e das cantigas, dos contos e das lendas. Eis a magia do folclore brasileiro. | [ 1 ] |
| 1993 | 3.º lugar   | 1B              | Na ilusão das magias e encantamentos, o despertar dos mágicos.                          | [ 1 ] |
| 1994 | 5.º lugar   | 1B              | A riqueza do adagiário, popular brasileiro.                                             | [ 1 ] |
| 1995 | 7.º lugar   | 1B              | Natureza. A esplendorosa beleza do meu país.                                            | [ 1 ] |
| 1996 | 8.º lugar   | Intermediário A | Lendas, mitos e magias de um povo místico sem rumo.                                     | [ 1 ] |
| 1997 | 5.º lugar   | Intermediário B | Entre negros e brancos sempre haverá uma história.                                      | [ 1 ] |
| 1998 | 6.º lugar   | Intermediário B | O fantástico mundo do xadrez.                                                           | [ 1 ] |
| 1999 | 6.º lugar   | Intermediário B | Ói nóis aqui traveiz, no terreiro de todas as tribos.                                   | [ 1 ] |
| 2000 | 5.º lugar   | Intermediário B | Os alquimistas estão chegando.                                                          | [ 3 ] |
| 2001 | 9.º lugar   | Intermediário B | Zimbábue.                                                                               | [ 4 ] |
| 2002 | 4.º lugar   | Acesso          | Falou sobre pentes.                                                                     | [ 5 ] |
| 2003 | 7.º lugar   | Acesso          | Importância da carta para a comunicação, desde os tempos medievais.                     | [ 6 ] |